# Карлова, Рудольф
Теодор Рудольф Фердинанд Карло́ва (нем. Rudolf Karlowa; 30 августа 1844, Брауншвейг — 14 июня 1913) — немецкий моряк.
В 1871 году поступил капитаном на службу гамбурго-американской компании Paketfahrt-Gesellschaft, известен систематической разработкой вопроса об уменьшении качки от морских волн с помощью масла. Предложенные им для этого приёмы получили в своё время всеобщее распространение в морской практике. Его сочинение «Die Vervendung von Oel zur Beruhigung der Wellen» (Гамб., 1888) переведено на многие языки.